# Ё-мобил
Ё-моби́л е руски хибриден автомобил, задвижван от електричество, което идва от генератор с газов (бензинов, дизелов) роторен двигател и кондензатор.

## Основни технически характеристики
Данните са актуални към 14 декември 2010 г..
 В базовото оборудване на всички модели влизат:
- Роторен двигател с мощност 45 кВт/60 к.с. върти електрогенератор, който захранва два електрически мотора, работещи на прав ток (по един за всяка ос) с мощност 15 кВт всеки.

Гориво – бензин 92/сгъстен природен газ (метан)
Пробег при пълни резервоари – до 1100 км
Капацитет на бензиновия резервоар – 20 литра, запас от сгъстен природен газ – 14 куб.м. или втечнена пропан-бутанова смес – 20 литра
Пробег само с акумулатор (със загасен ДВГ) – 2 км
Екологичен клас – Евро-5 (при използване на природен газ)
(Като мярка за намаляване на стойността на автомобила горивната система може да бъде опростена до моногоривен вариант. Всички опции, понижаващи стойността, са означени със „звездичка *“)
- Материал на купето – базалтово влакно или полипропиленов композит[2]
- ABS и ESP
- Две въздушни възглавници (за водача и предния пътник)
- Темпомат
- Климатроник
- Предни фарове със светодиодна функция „Дневни светлини“
- Сензорен дисплей за управление
- Възможност за избор на цвят и дизайн на информационните дисплеи
- Мултифункционален волан
- Навигационна система ГЛОНАСС и GPS с безплатни карти OpenStreetMap и възможност за редактиране и изтегляне чрез Интернет или USB-порт
- Система за автоматично стартиране и спиране на двигателя
- Лети джанти (стоманени джанти*) с Run-flat-гуми – задържат въздуха след спукване, вследствие на което в Ё-мобил не се предвижда наличието на резервна гума. Тази мярка ще позволи на автомобила да продължи движението със скорост не повече от 80 км/ч до мястото на ремонта.
- Конструкция на окачването: предно – тип Mc Pherson, задно – торсионна греда [3]
- Мултимедийна система, включваща:

Интернет 4G.
Аудио, видео от външен USB носител.
Мобилен телефон с Bluetooth интерфейс.
| Технически характеристики            | ё-микрован     | ё-крос-купе    | ё-фургон       |
| ------------------------------------ | -------------- | -------------- | -------------- |
| Габаритни размери ДхШхВ, мм          | 3892х1815х1611 | 4065х1832х1495 | 4200х1880х1870 |
| Брой места с водача                  | 5              | 4              | 2              |
| Брой въздушни възглавници            | 2              | 2              | 2              |
| Собствено тегло, кг                  | 700            | 650            | 650            |
| Максимално допустимо тегло, кг       | 1200           | 900            | 1550           |
| Товароносимост, кг                   | —              | —              | 750            |
| Обем на товарното отделение, куб.м   | —              | —              | 4,0            |
| Задвижване на колелата               | 4х4 (4х2*)     | 4х4 (4х2*)     | 4х4 (4х2*)     |
| Тип гуми                             | R16 (R15*)     | R17 (R16*)     | R16 (R15*)     |
| Пътен просвет, мм                    | 170            | 200            | 170            |
| Максимална скорост, км/ч             | 130            | 130            | 130            |
| Ускорение 0-100 км/ч, сек            |                |                |                |
| Режим „ЕКО“                          | 11             | 10             | 14             |
| Режим „СПОРТ“                        | 8              | 7              | —              |
| Режим „ХЛЪЗГАВ ПЪТ“                  | 14             | 14             | 18             |
| Разход на гориво, л/100 км (очакван) | 3,5            | 3,5            | 4,0            |

## Особености на Ё-мобил и на проекта
- Драстично е намален броят на възли и детайли (2...2,5 пъти по-малко, отколкото в обикновен автомобил)[4].
- Модулна конструкция, състояща се от 400 сменяеми модула, което позволява да се опрости производството, обслужването, ремонтът и адаптация към по-нататъшни иновационни разработки, както и към индивидуалните нужди на собственика[5].
- Концепцията на купето първоначално е предполагала комбинация от пространствена алуминиева рама с тегло около 100 кг[6] с панели от базалтово влакно[4], но по-късно тя е променена в полза на носеща конструкция от композитен материал на основата на полипропилен[7]. При което здравината и температуроустойчивостта на този материал (чупливост при ниски температури) е по-висока, отколкото при металите. Себестойността на производството е по-ниска, отколкото при детайлите от метал поради особеностите на технологията на производството и газовата суровина. Самите части на купето се състоят от елементи, които при разрушаване поглъщат по-голямата част от енергията на удара, като я разпределят върху цялото купе. По думите на създателите, работата върху купето, което ще отговаря на всички европейски изисквания за пасивна безопасност, се осъществява от компания Magna International. Възможността за ремонт на купето при такова решение не е висока (като е възможно да се стигне до пълна негова замяна след сериозни повреди). Това обстоятелство обаче напълно съответства на концепцията за сглобяване и ремонт на модулен автомобил (предприятията на холдинга подготвят автокомплектите, а сглобяването става в дилърските центрове).
- В ролята на акумулатор на енергия се използва блок от електрически (суперкондензатори) с тегло 100 кг, който се намира под задните седалки. Пълното му зареждане отнема 10 мин[6].
- Максималната скорост е софтуерно ограничена на 130 км/ч.
- Интервал на техническо обслужване – 40 хил. км.
- Очакван ресурс на двигателя – 1 млн. км[5].
- Планира се производството на автокомплектите да става в регионални мини-заводи с годишна програма 10 хил. автомобила[4].
- Очаква се екологичната норма Евро-5 да се постигне с това, че в тороидалното отделение на двигателя, където са разположени буталата, няма да се подава масло за смазване, а ще има режим на „сухо“ горене – горене само на горивно-въздушната смес. Концепцията на такъв роторен двигател предполага възможност за режим „без триене“, когато охлажданите отвътре с масло прецизни бутала взаимодействат с повърхността на камерата посредством топлоустойчиви флуоропластови пръстени.

### Габаритни аналози
- Toyota Yaris
- Hyundai Getz

## Най-близки планове
- Януари 2011—2012 г. – строителство на първия завод за Ё-мобили с капацитет 10 хил. автомобили годишно[4].
- Юли 2012 г. – начало на производство на Ё-мобили[4].